# Esmeralda (telenovela venezuelana)
Esmeralda é uma telenovela venezuelana produzida e exibida pela Venevisión em 1970.
Se trata de uma trama original de Delia Fiallo.
Foi protagonizada por Lupita Ferrer e José Bardina, com atuações estrelares de Hugo Pimentel e Eva Blanco e antagonizada por Orángel Delfín.

## Sinopse
Rodolfo Peñalver é um homem rico que tem tudo, menos o que mais deseja: ter um filho homem. Sua esposa Blanca tentou dar-lhe um filho, mas perdeu vários, e sabe que o futuro de seu casamento depende de dar um filho a seu marido. Em uma noite de tempestade, Branca dá à luz a uma criança que não mostra sinais de vida. Chana, sua fiel criada e a parteira Dominga decidem trocar a menina por um menino recém-nascido ali perto, cuja mãe morreu durante o parto.
Dominga leva a menina e, ao chegar a sua humilde cabana descobre que a menina está viva, mas ela é cega. Chana deu brincos de esmeralda a Dominga como forma de pagamento, então ela decide a chamar a menina de Esmeralda. Uma noite, Dominga adormece com um charuto aceso e cabana pega fogo. Pouco depois, Esmeralda é salva pelo médico da cidade Marcos Malavé, que sofreu queimaduras graves no rosto e corpo. Dr. Malave decide a viver como um eremita, educa Esmeralda, cai no amor e quer se casar com ela. Mas em um de seus passeios no campo, Esmeralda encontra Juan Pablo Peñalver, o filho de Rodolfo Peñalver e se apaixonam. Tanto Rodolfo  quando o Dr. Malavé se voltarão contra esse amor. Ambos os jovens terão que superar muitos obstáculos para conseguir ver realizado o seu amor e se casar.
Depois de consumado o casamento, Dr. Malave, sentindo dor e desprezado por Esmeralda, ele decide sequestrá-la. Durante seu cativeiro, Esmeralda descobre que está grávida, achando que foi violada por Malave e que ela é realmente a filha de Rodolfo Peñalver. Juan Pablo pede o divórcio e ela, agora uma senhora rica, foge para a capital. Lá ele encontra o Dr. Jorge Lizcano, um oftalmologista que se oferece para ajudá-la a recuperar a vista e se apaixona por ela; ele realizou a cirurgia e Esmeralda, que agora pode ver, decide voltar para sua aldeia rural. Dr. Malave está muito doente e em seu leito de morte, confirma que o filho de Esmeralda é realmente de Juan Pablo, depois de tantos desentendimentos, os dois se reconciliam e vivem felizes juntos com seu filho.

## Elenco
- Lupita Ferrer - Esmeralda Rivera
- José Bardina - Juan Pablo Peñalver
- Ada Riera - Graciela Peñalver
- Eva Blanco - Blanca de Peñalver
- Ivonne Attas - Silvia Zamora
- Esperanza Magaz - Dominga
- Orángel Delfín - Marcos Malaver
- Néstor Zavarce - Adrian Lucero
- Hugo Pimentel - Rodolfo Peñalver
- Hilda Breer - Sara
- Lolita Alvarez - Chana
- Caridad Canelón - Florcita Lucero
- Elena Fariaz - Purita
- Humberto García - Dr.Jorge Lazcano
- Sonia Glenn - Purita
- Lucila Herrera - Hortensia
- Libertad Lamarque - Sor Piedad
- Martha Lancaster.
- Martín Lantigua - Bobo Alipio
- José Oliva - Trinidad
- Soraya Sanz - Coral
- Lilian Ontiveros - Muchacha
- Jean Polanco - Elío
- Cristina Fontana - Chana
- Aura Sulbaran -
- Enrique Alzugaray -
- Hermelinda Alvarado -
- Ricardo Blanco -
- Chela D'Gar - Doña Pía
- Fernando Flores -
- Francisco Beltran -
- Jesús Maella -
- Jorge Reyes - Dr. Zamora

## Versões
- Topázio (telenovela) - telenovela venezuelana produzida pelo canal RCTV em 1985 e protagonizada por Grecia Colmenares e Víctor Cámara.[2]

- Esmeralda (telenovela mexicana) - telenovela mexicana feita pela Televisa em 1997, produzida por Salvador Mejía Alejandre e protagonizada por Leticia Calderón e Fernando Colunga.

- Esmeralda (telenovela brasileira) - telenovela brasileira realizada pelo SBT em 2004, produzida por Henrique Zambelli e protagonizada por Bianca Castanho e Claudio Lins.[3]

- Sin tu mirada - telenovela mexicana produzida por Ignacio Sada Madero para Televisa em 2017 e protagonizada por Claudia Martín e Osvaldo de León.